# Trawniki (Sainte-Croix)
Pour les articles homonymes, voir Trawniki.
Trawniki est une localité polonaise de la gmina de Smyków, située dans le powiat de Końskie en voïvodie de Sainte-Croix.